# Tvrtko I. Kotromanić
Štěpán Tvrtko I. Kotromanić (cca 1338 – 10. března 1391, Hrad Bobovac) byl srbský král a bosenský bán.

## Život a vláda
Narodil se jako syn Vladislava Kotromaniće a Jeleny Šubić. Jako první bosenský panovník získal titul krále. Později byl také korunován i na krále srbského, proto přijal populární jméno tehdejších vládnoucích Nemanjićů, Štěpán. Úplnou moc však v Srbsku, které se jen pomalu vzmáhalo z pádu carství, nikdy nezískal. Jeho celý titul zněl „král Srbů, Bosny, Přímoří a Humské země“.
Zpočátku byl Tvrtko I. vazalem chorvatsko-uherského soustátí, avšak jakmile v zemi vypukly spory, neváhal a proměnil naskytnutou příležitost ve prospěch rozvoje svého státu. Jako bán a po roce 1377 i král (korunován ve městě Mile nedaleko Visoka) stabilizoval zemi a pomohl v jejím rozvoji. Bosna se za jeho vlády rozkládala od Šibeniku na západě až po Perast na východě; zabírala značnou část dalmatského pobřeží s bohatými a mocnými městy (mimo stála pouze Dubrovnická republika).
V roce 1389 pomohl Tvrtko křesťanské alianci v bitvě na Kosově poli vysláním vlastních vojsk proti Turkům. V centrální Bosně se za jeho vlády rozvíjela města, dařilo se obchodu a řemeslům. V nově dobytých krajích pak byla zakládána města nová (např. Počitelj, Herceg Novi). V této době razila Bosna také první zlaté mince.
Král Štěpán Tvrtko I. Kotromanić zemřel v březnu 1391 a byl pohřben stejně jako jeho strýc Štěpán II. Kotromanić v kostele sv. Mikuláše v Mile u dnešního města Visoko.

## Ohlas
Jako jeden z nejmocnějších vladařů v dějinách Bosny a Hercegoviny se stal klíčovým pro upevnění bosňácké identity a národního výkladu dějin. Symbol jeho rodu, štít se zlatými liliemi na modrém pozadí, se stal později symbolem Bosňáků a byl použit také i na vlajce Bosny a Hercegoviny, která se užívala v první polovině 90. let 20. století.